# 손기식
손기식(孫基植, 1950년 9월 28일 ~ )은 대한민국의 판사 출신 변호사이다. 현재는 성균관대학교 법대 교수로 재임 중이다. 본관은 일직이다.

## 경력
- 서울대학교 법대 졸업(1973년)
- 사법고시 합격(1972년)
- 대구지방법원 판사
- 서울지방법원 판사
- 사법연수원장

## 주목받는 판결
- 2007년 1월 30일 한겨레신문 보도에 따르면 그는 대구지방법원 판사 시절 긴급조치 위반으로 기소된 경북대 학생에게 실형을 선고하였다고 한다.[1]

- 부천경찰서 성고문사건과 관련하여 검찰은 권인숙의 고문 경찰관 문귀동에 대한 고소에도 불구하고 가해자에 대한 불기소 결정을 내렸다. 1986년 8월 25일에 대한변협은 법원에 재정신청을 냈으나, 서울고등법원에 재직중이던 손기식은 같은해 10월 31일 “이유없다”라며 기각했다.[2]

## 성향
한나라당에 편향된 판결을 많이 내린다는 평을 듣는다. 특히 2003년부터 2005년 사이 열린우리당의 재야 출신 정치인들에게는 원심보다 무거운 판결을 내렸고, 한나라당의 우익 성향 정치인에게는 원심보다 가벼운 판결을 내려 물의를 빚었다.
- 서울지법 판사로 재직하던 2004년 8월 17일, 16대 대선을 앞두고 노무현 민주당 대통령후보가 해양수산부 장관 시절 주가조작에 앞장섰다고 비방해 1심에서 벌금 250만원을 선고받은 한나라당 이규택 의원의 항소심에서 원심을 깨고 "위 비방이 대선의 당락에 영향을 미치지 않았다"는 이유로 선고유예 판결을 내렸다.

- 반면 2004년 12월 28일, 선거법 위반 혐의(허위사실 유포)로 기소된 열린우리당 이철우 의원에게는 당선무효에 해당하는 벌금 250만원을 선고했다. 당시 이철우 의원을 고발한 한나라당 고조흥 후보는 "이철우 의원은 내가 2,30대 유권자 여러분은 투표하지 말고 놀러가도 된다고 했다"고 주장했지만, 이철우 의원 측이 제공한 동영상에서는 "조중동이 2,30대 유권자 여러분은 투표하지 말고 놀러가도 된다고 했다"고 나왔음에도 불구하고 당선무효를 선고해 논란의 대상이 되었다.

- 이 외에 2004년 11월 30일, 이회창 한나라당 총재의 병역비리 연루설을 비난하는 패러디물을 제작한 네티즌 신 아무개씨에게 벌금 150만원을 선고했다.[3]

## 같이 보기
- 이회창
- 갈봉근
- 한태연
- 정형근
- 최병국